# Inishmore Aerodrome
Inishmore Aerodrome är en flygplats i republiken Irland. Den ligger i den västra delen av landet, 230 km väster om huvudstaden Dublin. Inishmore Aerodrome ligger 5 meter över havet. Den ligger på ön Aranmore.